# Minnebuurt
Minnebuurt of Minneweg is een buurtschap in de gemeente Waterland, in de Nederlandse provincie Noord-Holland. Het is een van de buurtschappen die het leef- en- woongemeenschap van het voormalig eiland Marken vormen.
Minnebuurt is gelegen ten noordoosten van Kerkbuurt en is gelegen aan het Markermeer. Minnebuurt is anno 2011 de jongste buurtschap van Marken. Het is een nieuwbouwwijk uit de 20e eeuw. De nieuwbouw aan de Minneweg werd gestart in 1959 om het gegroeide aantal inwoners van Marken te kunnen opvangen. In 1960 werden de eerste woningen opgeleverd. Het ging dan alleen om de bewoning aan de Minneweg zelf en het Minnehof. Later werd de nieuwbouw steeds verder uitgebreid, mede om jonge gezinnen op het voormalige eiland te behouden. Ook in de 21e eeuw zijn er plannen voor verder uitbreiding naar het noorden toe. In het zuidwesten van het (schier)eiland is nog een nieuwe buurtschap gepland. Deze draagt vooralsnog de naam Bennewerf. Tot het einde van de 20e eeuw werd Minnebuurt standaard Minneweg genoemd maar is uiteindelijk officieel Minnebuurt geworden, al worden beide namen officieel door de gemeente Waterland gebruikt.
Stad: Monnickendam

Dorpen en gehuchten: Broek in Waterland · Ilpendam · Katwoude · Marken · Purmer (De Purmer) (deels) · Uitdam · Watergang · Zuiderwoude

Buurtschappen: Achterdichting · De Kets · Grotewerf · Havenbuurt · Het Schouw (deels) · Kerkbuurt · Minnebuurt · Moeniswerf · Overleek · Rozewerf · Wittewerf · Zedde

Noord-Holland: Steden en dorpen in Noord-Holland      Nederland: Provincies · Gemeenten